# HMS Punjabi (F21)
«Панджабі» (англ. HMS Punjabi (F21) — військовий корабель, ескадрений міноносець типу «Трайбл» Королівського військово-морського флоту Великої Британії за часів Другої світової війни.
Есмінець «Панджабі» був закладений 1 жовтня 1936 року на верфі компанії Scotts Shipbuilding and Engineering Company, Грінок. 18 грудня 1937 року він був спущений на воду, а 29 березня 1939 року увійшов до складу Королівських ВМС Великої Британії. Есмінець брав активну участь у бойових діях на морі в Другій світовій війні; бився у Північній Атлантиці, біля берегів Франції та Норвегії, супроводжував арктичні конвої. За проявлену мужність та стійкість у боях нагороджений п'ятьма бойовими відзнаками.
1 травня 1942 року під час супроводження конвою PQ 15 загинув у наслідок зіткнення з лінкором «Кінг Джордж V» поблизу берегів Ісландії.

## Дизайн і конструкція
«Панджабі» належав до есмінців типу «Трайбл», що відрізнялися від своїх попередників помітно гострішими обводами носової частини й кліперним форштевнем, які підкреслювали їхню стрімкість. Близько 40 % довжини корабля займав півбак, котрий трішки піднімався до форштевня. Корабель мав всього одну суцільну палубу — верхню. Так звана нижня палуба насправді була платформою і проходила лише на носі і в кормі, поза межами машинно-котельних відділень. 15 водонепроникних перегородок, що доходили до верхньої палуби, поділяли корпус на 16 відсіків. Теоретично за затоплення будь-яких двох з них есмінець повинен був зберігати плавучість. По всій довжині корпусу йшло друге дно, а в районі 20-24-го шпангоутів був виріз під антену «ASDIC», котра опускалась.
Корпус «Панджабі» мав загальну довжину між перпендикулярами 115 м, бімс — 11,13 м та осадку до 3,43 м. Водотоннажність бойового корабля становила: стандартна — 1 891 та повна — 2 519 довгих тонн відповідно.
Головна енергетична установка складалась з трьох триколекторних Адміралтейських котлів з пароперегрівником і двох одноступінчатих турбозубчатих редукторів. Розміщення ГЕУ — лінійне. Котли розміщувалися в ізольованих відсіках, турбіни — у загальному машинному відділенні, за цього редуктори були відокремлені від турбін водонепроникною перегородкою. Робочий тиск пару — 21,2 кгс/см² (20,5 атм.), температура — 327 °С (620 °F).
Проектна потужність становила 44 000 к.с. за частоти обертання 350 об/хв, що мало забезпечити максимальну швидкість ходу (за повного навантаження) в 32,5 вузли (60,1 км/год). Однак на ходових випробуваннях есмінець досяг швидкості 36 вузлів. Запас палива зберігався у восьми паливних танках ємністю 524 тонни мазуту, що забезпечувало дальність ходу 5 700 миль (10 556 км) 15-вузловим ходом (27,8 км/год) або 3 200 миль (5 926 км) 20-вузловим ходом. Дальність плавання на повному ході становила 1 200 миль. Екіпаж корабля становив 190 офіцерів та матросів.

## Озброєння
Корабельна артилерія головного калібру (ГК) есмінця «Панджабі»: вісім 120-мм універсальних швидкострільних гармат QF Mk.XII з довжиною ствола 45 калібрів у подвійних баштах типу CP Mk.XIX 'A', 'B', 'X', та 'Y', загальною вагою до 25,9 тонн кожна. Башти розміщувалися по центральній осі корабля та утворювали дві передні й дві кормові вогневі позиції. Максимальний кут піднесення +40°, зниження на −10°. Кут горизонтального наведення установок становив 340°, мертва зона — 20°. Маса снаряда 22,7 кг, початкова швидкість — 808 м/с. Гармати мали швидкострільність 10-12 пострілів на хвилину на дальність — 15 520 м. Боєзапас становив 300 пострілів на ствол (200 — фугасних, 50 — осколкових з дистанційнім підривачем та 50 — освітлювальних). Живучість ствола — до 1 400 пострілів.
Зенітне озброєння корабля включало одна 40-мм автоматична зенітна гармата QF 2 Mark II з боєзапасом 14 400 снарядів та два 12,7-мм зчетверені зенітні кулемети Vickers .50 з боєзапасом 10 000 набоїв на установку. Окрім важких кулеметів на есмінці були чотири 7,71-мм кулемети «Льюїс».
Торпедне озброєння складалося з одного чотиритрубного 21-дюймового (533-мм) торпедного апарату Mark IX, що розташовувався в кормовій частині корпусу на осьовій лінії й мав запас тільки чотири торпеди. Торпеди Mk.IX мали максимальну дальність дії 11 000 ярдів (10 055 м) зі швидкістю 41 вузол. Бойова головка мала 330 кг тринітротолуолу, але невдовзі після вступу корабля до строю їх змінили на більш потужну торпеду з 367 кг торпекса.
Протичовнове озброєння есмінця складалося з гідролокатора «ASDIC», 20 глибинних бомб, 1 бомбоскидача і двох бомбометів на кормі.
Система управління вогнем складалася з командно-далекомірного поста (директора) Mk.I і комбінованого 12-футового (3,6 м) далекоміра/зенітного директора Mk.II, які розміщувалися на верхньому містку на окремих основах. Перший з них був візиром центрального наведення, але використовувався тільки для стрільби по морських цілях, другий слугував далекоміром при стрільбі по морських цілях і далекоміром-директором для зенітної стрільби. Серйозним недоліком була відсутність стабілізації ПКАВ (прилад керування артилерійським вогнем).

## Історія

### Передвоєнні часи
У березні 1939 року «Панджабі» після введення до складу британського флоту корабель був зарахований до 6-ї флотилії есмінців типу «Трайбл» Флоту Метрополії, яка включала також однотипні кораблі «Тартар», «Бедуїн», «Ашанті», «Сомалі», «Ескімо», «Матабеле».

### 1940
7 квітня 1940 року есмінець «Панджабі» приєднався до сил ескорту лінійних кораблів «Родні» та «Валіант» і лінійного крейсеру «Ріпалс», що йшли на перехоплення капітальних бойових кораблів Крігсмаріне, яких розвідка виявила у Північному морі західніше Ютландії.
З початком битви за Норвегію, британське флотське угруповання на чолі з віце-адміралом В.Вітвортом намагалось зірвати висадку морського десанту противника на територію Норвегії. Брав участь у ході другій битві за Нарвік, що розгорнулась на півночі Норвегії.
12 червня вийшов на виконання завдань операції з евакуації союзних військ з берегів Франції. Разом з іншими британськими кораблями здійснив декілька переходів, забираючи військовиків та цивільне населення з морського порту в Сен-Назері.

### Перші арктичні конвої
1 серпня 1941 року «Панджабі» разом з «Тартар» відвідав росіян у Баренбурзі на острові Шпіцберген та забрав їх до Мурманська, а 2 серпня він знищив метеорологічну станцію німців на острові Ведмежий.
8 серпня 1941 року з Хваль-фіорда у Рейк'явіку вийшов перший арктичний конвой до Радянського Союзу під умовною назвою «Дервіш». Він повинен був доставити в Архангельськ 48 винищувачів «Харрікейн». До складу конвою входили старий авіаносець «Аргус» і 6 есмінців ескорту, які супроводжували транспортні судна. Групу прикриття контр-адмірала У. Ф. Вейк-Волкера становили авіаносець «Вікторіос» і важкі крейсери «Девоншир» і «Саффолк». 1 вересня конвой безперешкодно досяг Кольської затоки.
30 серпня «Панджабі» з есмінцями «Сомалі» й «Матабеле» діяв в ескорті авіаносця «Аргус» та важкого крейсера «Шропшир», що здійснювали перехід до радянського Архангельська з метою постачання Червоній армії винищувачів «Харрікейн».

### 1942
1 березня 1942 року з порту Рейк'явіка до Мурманська у супроводі ближнього ескорту вирушив конвой PQ 12, який налічував 16 вантажних суден зі стратегічно важливими матеріалами та військовою технікою для Радянського союзу. 3 та 5 числа з Рейк'явіка та зі Скапа-Флоу відповідно вийшли сили далекого океанського супроводження. У той же час з Росії вийшов назустріч конвой QP 8. Місцем рандеву для транспортних конвою та кораблів ескорту визначався норвезький острів Ян-Маєн.
8 березня «Панджабі» з «Ашанті», «Онслоу», «Фьюрі», «Еко» та «Екліпс» здійснили дозаправлення в Ісландії, та вийшли наздогін конвою. 9 числа він з «Фьюрі» та «Еко» забезпечували прикриття крейсерам «Тринідад» і «Ліверпуль», які доставили пальне для кораблів, що здійснювали пошук німецької рейдової групи.
За даними британської розвідки на перехоплення транспортних конвоїв німці зібрали рейдову групу на чолі з лінкором «Тірпіц». Невдовзі після виходу німецького рейдера з норвезького фіорду підводний човен «Сівулф» виявив його у відкритому морі. Обидва угруповання кораблів здійснили спробу напасти на противника, але марно. Врешті-решт «Тірпіц» повернув додому, а 12 березня 1942 року конвой PQ 12 благополучно прибув до Мурманська, не втративши жодного корабля чи судна.
Однак, ще 11 березня «Панджабі» повернувся до Скапа-Флоу через те, що мав проблеми з рушійною установкою.
12 квітня есмінець супроводжував конвой QP 10 до Ісландії та на поході піддався невдалій атаці німецького підводного човна U-453.
26 квітня есмінець був визначений у супровід конвою PQ 15, що під командуванням адмірала Д.Тові йшов до Росії. 29 числа кораблі та судна конвою вийшли з Хваль-фіорду та попрямували за визначеним маршрутом.
1 травня 1942 року на переході морем конвою через погану видимість, сильний туман, трапилась морська аварія. Капітан есмінця, почувши доповідь спостерігача, що попереду міна, дав команду різко повернути кермо, і на повному ходу уцілив під ніс лінкора «Кінг Джордж V», який на швидкості налетів на есмінець «Панджабі». У наслідок зіткнення «Панджабі» розрізало носом лінкора майже навпіл. 169 матроси були врятовані з корабля, що тонув, ще 40 осіб кораблі ескорту дістали з води. Потужний удар у корпус «Панджабі» призвів до детонації глибинних бомб, що перебували на борту есмінця; 49 чоловіків загинуло. У результаті інциденту «Панджабі» затонув відразу, а «Кінг Джордж V» отримав серйозні пошкодження носової частини. Лінкор зміг самостійно дістатися Скапа-Флоу, але наступні два з половиною місяці перебував у ремонті.